# Аспергіл
Аспергіл (Aspergillus) — рід цвілевих грибів класу сумчастих (Ascomycetes).
Види аспергілів, нарівні з пеніцилами, є найпоширенішими цвілями, зазвичай зеленуватого кольору (залежить від забарвлення конідій). Аспергіли оселяються на харчових продуктах, вогких стінах, у ґрунті. Серед аспергілів є збудники мікозів, зокрема аспергільозу, людини і тварин, особливо птахів. Певні види аспергілів використовують для отримання лимонної кислоти.

## Опис
Такі гриби, як вищі цвілеві з роду аспергіл є одними з найпоширеніших в природі, оскільки вони володіють стійкістю до дії факторів зовнішнього середовища. Гриби аспергіли — це представники класу сумчастих грибів. Природне середовище їх проживання — земля, частіше в місцевостях з теплим кліматом. Аспергіли є аеробами, вони відмінно ростуть на різноманітних субстратах. Часто їх можна побачити на продуктах рослинного походження у вигляді сплощеного пухнастого пофарбованого цвілевого нальоту переважно темно-сірого, блакитного або зеленого кольору. Для прикладу, колонії аспергілів помітні на хлібі при недотриманні правил зберігання, на варенні, шпалерах в приміщенні з підвищеною вологістю тощо. На стінах темних сирих кімнат іноді з'являється «чорна цвіль» за рахунок розвитку Aspergillus niger (аспергіл чорний) в стадії плодоношення. Таким чином, в більшості своїй аспергіли є сапрофітами, але серед них є види грибів-паразитів  людей і тварин. Вони спричинюють таке захворювання, як аспергільоз. Він розвивається в більшості випадків у людей, що страждають на імунодефіцит. Шлях проникнення грибка — через верхні дихальні шляхи. Характерна симптоматика захворювання розвивається при ураженні дихальної, нервової систем, шлунково-кишкового тракту людини. Частіше розвивається легенева форма аспергільоза. При аспергільозному менінгіті або енцефаліті ймовірна смерть.
Будова аспергілу схожа з будовою цвілевих грибів пеніцилу. Розрізняють вегетативне тіло у вигляді гіллястого міцелію, що пронизує субстрат. Конідієносці, що складаються з однієї клітини, рідше з перегородками, відходять від опорних клітин грибниці. На верхній частині конідієносців розташовані у формі ланцюжків одноклітинні конідії. Пліснявий наліт має таке ж забарвлення, як скупчення зрілих конідій на міцелії. Після дозрівання конідії відламуються від грибниці, переносяться на інше місце і при сприятливих умовах проростають, даючи початок новому організму гриба. Це безстатевий шлях розмноження аспергилл. Деякі види розмножуються статевим шляхом, наприклад, лат. Aspergillus fumigatus.[джерело?]

## Поширення
В 2025 році вчені Манчестерського університету в своєму дослідженні, опублікованому на платформі препринтів Research Square, звернули увагу на тенденцію поширення трьох видів Aspergillus, зокрема Aspergillus fumigatus, Aspergillus flavus та Aspergillus niger – далеко на північ вже до кінця поточного XXI ст.. Ці прогнози базуються на аналізі їхніх поточних місць проживання та зміни факторів навколишнього середовища, які пов'язані з глобальним потеплінням.

## Використання
Один із видів аспергілів (Aspergillus oryzae) був одомашнений у Китаї наприкінці III століття до нашої ери для перетворення зерна, насіння бобових та інших продуктів із високим вмістом крохмалю у субстрат придатний для зброджування дріжджами або молочнокислими бактеріями. У Китаї культуру цього гриба називають цюй, а в Японії кодзі, і використовують для виготовлення таких продуктів як саке та інші алкогольні напої із рису, пасту місо, соєвий соус тощо.
Аспергіли є активними руйнівними агентами різних матеріалів, збудниками тяжких захворювань і провокуючим фактором токсичних уражень організмів тварин і людей. аспергіл жовтий (Aspergillus flavus) та аспергіл  паразитичний (Aspergillus parasiticus) вражає  фісташки, споживання яких призводить до отруєнь афлатоксином.
Але також гриби цього роду здатні продукувати різні ферменти та інші речовини в процесі своєї життєдіяльності, які успішно застосовуються в різних сферах промисловості. Так, аспергіл нігер — біохімічно активний гриб — продукує безліч ферментів. Зокрема, фермент таназа використовується для утворення галової кислоти, яка йде на виробництво фарб, чорнил, деяких медичних препаратів. За допомогою пектолітичних ферментів аспергіла чорного здійснюють освітлення вин та соків, розщеплення на окремі волокна стебел рослин. Ферменти аспергіл дають можливість з крохмалю отримувати кристалічну глюкозу, з інуліну — фруктозу, у ході певних реакцій отримують фумарову, щавлеву, лимонну кислоти. За допомогою деяких штамів аспергіла чорного синтезують вітаміни — біотин, В1, В2, антибактеріальний препарат фумагілін використовувався для лікування амебіазу, інші лікарські засоби. Види A. Orizae, A. Flavus в східних країнах використовують для виготовлення соєвого соусу, в Японії — рисової горілки (саке). Корисні властивості гриба аспергіл надзвичайно різноманітні.